# Divina Galica
 Divina Mary Galica  (13 d'agost del 1944 a Bushey Heath) va ser una esquiadora i pilot de curses automobilístiques britànica que va arribar a disputar curses de Fórmula 1.
Va néixer el 13 d'agost del 1944 a Bushey Heath, prop de Watford, Hertfordshire, Anglaterra.
Va participar en els Jocs Olímpics d'Hivern del 1968, 1972 i 1976 en les proves de descens i slalom. Va ser la capitana de l'equip olímpic britànic.

## A la F1
Degut als seus èxits amb els esquis, Divina Galica va tenir l'oportunitat de competir en el món del motor, sorprenent a tothom per la seva fàcil adaptació i els seus bons resultats, arribant a debutar a la F1 a la novena cursa de la temporada 1976 (la 27a temporada de la història) del campionat del món de la Fórmula 1, disputant el 18 de juliol del 1976 el G.P. de Gran Bretanya al circuit de Brands Hatch.
Va participar en un total de tres curses puntuables pel campionat de la F1, disputades en dues temporades consecutives (1976-1978) no aconseguint classificar-se per disputar cap cursa i no assolí cap punt pel campionat del món de pilots.

## Resultats a la Fórmula 1
| Any  | Equip                            | Xassís  | Motor    | 1       | 2       | 3     | 4     | 5   | 6   | 7   | 8   | 9       | 10  | 11  | 12  | 13  | 14  | 15  | 16  | 17 | Posició | Punts |
| ---- | -------------------------------- | ------- | -------- | ------- | ------- | ----- | ----- | --- | --- | --- | --- | ------- | --- | --- | --- | --- | --- | --- | --- | -- | ------- | ----- |
| 1976 | Royal Dutch Shell / Nick Whiting | Surtees | Cosworth | BRA     | SUD     | O.USA | ESP   | BEL | MON | SUE | FRA | GBR NVQ | ALE | AUT | HOL | ITA | CAN | USA | JAP |    | -       | 0     |
| 1978 | Olympus Cameras with Hesketh     | Hesketh | Cosworth | ARG NVQ | BRA NVQ | SUD   | O.USA | MON | BEL | ESP | SUE | FRA     | GBR | ALE | AUT | HOL | ITA | USA | CAN |    | -       | 0     |

### Resum
| Curses: | Victòries: | Pòdiums: | Poles: | Voltes ràpides: | Punts: |
| ------- | ---------- | -------- | ------ | --------------- | ------ |
| 3       | 0          | 0        | 0      | 0               | 0      |